# Martin Grahl
Martin Grahl (* 8. September 1958 in Ludwigslust) ist ein deutscher lutherischer Theologe.

## Leben
Nach dem kirchlichen Abitur in Moritzburg studierte Grahl am Sprachenkonvikt in Berlin Theologie. Er war als Pastor in Conow (Mecklenburg), Schwerin und auf Fehmarn, sowie in Ohio, Lettland und auf Kreta tätig. 2001 promovierte er an der Universität Rostock und war als akademischer Lehrer in Riga an der Luther-Akademie und der Universität Lettlands tätig. 
Martin Grahl ist Autor einiger Lyrikbände, die er vor allem als Privatdrucke veröffentlichte. 

## Schriften (Auswahl)
- Verklärung. Die Konzeption der Heilsgeschichte bei Theodor Kliefoth. Dissertation, Universität Rostock 2001
- Das Wort Gottes und seine allegorische Auslegung. Der Kreuzaltar des Münsters von Doberan. Fromm Verlag, Saarbrücken 2011, ISBN 978-3841601209
- Das Geflecht der Liturgie. Fromm Verlag, Saarbrücken 2016, ISBN 978-3-8416-0656-3
- In den Kirchen Fehmarns. Kirchengemeinde Petersdorf, Fehmarn 2019
- Johann Spreter. Theologe im Schatten von Johannes Calvin in Konstanz. Fromm Verlag, Saarbrücken  2020, ISBN 978-613-8-36764-2
- Der Flügelaltar von Cismar. Bedeutung und Entstehung des Lettners der Benediktiner in Ostholstein. Fromm Verlag, Saarbrücken 2022, ISBN 978-6-202-44205-3
- Die organisierte Zukunft der Kirche. tredition, Hamburg 2023, ISBN 978-3-347-92858-9
- Gott uns seine Kirche. Mecklenburgs Kirchenordnung von 1552. tredition, Fehmarn 2024, ISBN 978-3-384-27041-2
- Gott und das Recht. Johann Oldendorps Rostocker Schriften. tredition, Ahrensburg 2024, ISBN 978-3-384-27122-8